# Sfarmă-Piatră
Sfarmă-Piatră (literalmente "Triturador de Pedra" ou "Quebrador de Rochas", pronúncia romena: [ˌsfarmə ˈpjatrə]) era um jornal diário antissemita, mensal e posteriormente semanal, publicado na Romênia no final da década de 1930 e no início da década de 1940. Uma em uma série de publicações fundada por Nichifor Crainic (mais conhecido como chefe da revista Gândirea), com o apoio do editor-chefe da Universul, Stelian Popescu, tentou reagrupar os vários movimentos fascistas e pró-fascistas em torno dos "etnocráticos" de Crainic. princípio. A equipe editorial era formada por um grupo de intelectuais de extrema-direita; ao lado do editor-chefe Alexandru Gregorian, incluíam Ovidiu Papadima, Vintilă Horia, Dan Botta, Dragoș Protopopescu, Toma Vlădescu e Pan M. Vizirescu. Ele recebeu contribuições dos escritores Ioan Alexandru Brătescu-Voinești, Radu Gyr e Ștefan Baciu.
Notável por seu estilo desdenhoso de jornalismo e seu recurso a linguagem violenta, Sfarmă-Piatră lançou campanhas de imprensa contra várias figuras que defendiam posições de esquerda ou centro, bem como contra membros proeminentes da comunidade judaico-romena. Entre os alvos de seus ataques estavam políticos importantes como Constantin Argetoianu e Constantin Stere, e os escritores conhecidos Tudor Arghezi, Eugen Lovinescu e Mihail Sadoveanu. A publicação esteve envolvida em um longo conflito com jornais de esquerda como Adevărul e Dimineața, bem como com duas vozes rivais na extrema-direita - o Partido Nacional Cristão (PNC) de Octavian Goga e A. C. Cuza e o Buna Vestire, de Mihail Manoilescu.
Inicialmente adverso ao Rei Carlos II e tentando uma aproximação com a Guarda de Ferro fascista, ele veio apoiar a Frente Nacional Renascentista de Carlos depois de 1938. Durante a Segunda Guerra Mundial, mudou de posição, oferecendo apoio ao regime Nacional Legionário da Guarda e, finalmente, ao do Conducător Ion Antonescu. A edição de 1941 da Sfarmă-Piatră é lembrada por dar boas-vindas à Operação Barbarossa e ao Massacre de Iași e por circular canards antissemitas. O jornal foi encerrado após a queda de Antonescu em 1944, e sua equipe se escondeu ou foi processada por vários crimes políticos.

## História

### Surgimento
O jornal foi sucessor do periódico Calendarul, de Nichifor Crainic. Este último foi fechado pelas autoridades em dezembro de 1933, logo após o primeiro-ministro romeno Ion G. Duca ser assassinado pelo esquadrão da morte de Nicadori, da Guarda de Ferro. A essa altura, Dragoș Protopopescu, editor-chefe da Calendarul, havia se tornado um associado próximo da Guarda. Juntamente com Protopopescu, com o jornalista da Cuvântul Nae Ionescu, e com outros partidários de extrema-direita na imprensa, Crainic foi preso sob a acusação de ter instigado moralmente o assassinato. Eles foram julgados por tais acusações durante 1934, mas foram absolvidos. Na ocasião, Crainic e os outros se distanciaram publicamente da Guarda e de seu líder Corneliu Zelea Codreanu, mas, em vários momentos, voltaram a apoiar a política de Codreanu. Até então, Crainic também estava pondo fim à sua breve associação com o PNC. Este foi o começo de um conflito interno dentro da direita radical da Romênia, destacado quando Crainic criticou Alexandru Vaida-Voevod (cujo próprio partido de direita, a Frente Romena menor, estava prestes a se fundir ao PNC).
Crainic tentou reviver Calendarul, mas suas tentativas foram frustradas por sucessivos governos até 1938. Como tal, Sfarmă-Piatră foi impresso em 14 de novembro de 1935, quando Crainic recebeu seu financiamento do simpatizante Stelian Popescu. Em sua primeira edição, proclamou um compromisso com o nacionalismo étnico. Sfarmă-Piatră também produziu um manifesto contra a corrupção, afirmando que estava na hora de "aniquilar os cemitérios que os ingênuos vêem como templos e os vigaristas afirmam que são eternos", enquanto afirmava que seu objetivo era derrubar "os dragões sardentos" da vida política romena.
De acordo com o historiador literário Z. Ornea, o diário logo se destacou por abusar "do violão, escarnecedor, vulgar e insubstancial". Observando o uso pesado de epítetos humilhantes, a crítica literária Ruxandra Cesereanu descreve Sfarmă-Piatră e todos os seus parceiros da extrema-direita como preocupados principalmente com "escritores e figuras públicas manchados", enquanto o analista político Michael Shafir resume seu conteúdo como "cruelmente" anti semita". Segundo o historiador literário Nicolae Manolescu, Gregorian, braço direito de Crainic, era desde o início "um notável anti-semita".
Sfarmă-Piatră popularizou constantemente a alegação de que a Romênia estava sujeita a uma invasão judaica e apresentava artigos nos quais judeus que assumiam nomes que soavam romenos eram mencionados sob os nomes originais, procurando marcá-los e marginalizá-los. Também alimentou o ódio contra o povo judeu influente, alegando que a camarilha do Rei Carlos era de fato um domínio judaico sobre a Romênia e atacando repetidamente a amante de Carlos, Elena Lupescu, que era de origem parcialmente judaica. Desde o momento de sua criação, Sfarmă-Piatră publicou artigos regulares contra os periódicos rivais Adevărul e Dimineața e tentou manter laços estreitos com outros periódicos ultra-nacionalistas: Porunca Vremii, Vremea, Curentul.
Desde cedo, Sfarmă-Piatră também fez questão de atacar o establishment político e, em particular, membros ou ex-líderes do Partido Nacional dos Camponeses (PNȚ): Argetoianu, Stere, Vaida-Voevod e Victor Iamandi. Ele visou especificamente vários políticos e intelectuais (Sadoveanu, Argetoianu, Vaida-Voevod) por sua associação conhecida ou presumida com a Maçonaria. Através dos artigos de Crainic, Sfarmă-Piatră também elogiou ocasionalmente o Ministro das Relações Exteriores Nicolae Titulescu, elogiando-o por defender os projetos revisionistas da Hungria na Romênia. De fato, Titulescu interveio em favor dos homens Calendarul durante a prisão de 1934.
Como observado pelo pesquisador Valeriu Râpeanu, ainda era incomum um homem de extrema-direita dar esse apoio à pró-democracia de Titulescu. Um desses artigos o retratava em pé na Câmara dos Deputados como se estivesse vestido "na capa ardente da consciência romena". Dragoș Protopopescu deu muitos elogios ao Ministro das Relações Exteriores, que pode ter esperado que Titulescu o designasse para um cargo diplomático.

### Sfarmă-Piatră, modernismo e tradicionalismo
Sfarmă-Piatră regularmente apresentava apelos para resgatar a cultura romena do que alegava serem tendências perigosas: modernismo, vanguarda e a escola crítica de esquerda mais tradicional, poporanismo. Em 1936, sob a assinatura de um Septimiu Bucur, alegou que, após o desaparecimento da sociedade Junimea uma geração antes, a Romênia não tinha mais uma escola decente de crítica literária. Bucur falou contra poporanistas como Constantin Dobrogeanu-Gherea (um imigrante judeu, que ele descreveu como "alienado" da vida romena) e Garabet Ibrăileanu (cujas opiniões ele rejeitou como regionalistas demais). Bucur concentrou algumas de suas críticas em Eugen Lovinescu. Editor da revista Sburătorul, este já havia abandonado sua posição conservadora para apoiar a cultura urbana, o modernismo e a escrita impressionista. Lovinescu foi acusado de ter introduzido "uma planta com sucos envenenados" no solo da Romênia e de tolerar "a recente invasão dos kikes alienados" no cenário nacional".
Publicado um ano após o de Bucur, as contribuições de Ovidiu Papadima também estavam voltando-se para Lovinescu. Anunciando ao mundo que "a era dos julgamentos implacáveis está se aproximando", Papadima acusou Sburătorul de ter projetado a "decadência espiritual" dentro de uma "invasão" modernista e esperava que, como a intrusão de "capital estrangeiro" no mercado local, tais ideias seriam revertidas. Papadima identificou o inimigo na cultura e na economia: "as garras vorazes do espírito judaico". Ridicularizando Lovinescu como "um sociólogo de mesa" com "o temperamento de um ruminante moderado", incapaz de resistir a "desafios modernistas", Papadima concluiu que os intelectuais judeus exploravam as vaidades de Lovinescu para seu próprio benefício. Dentro do grupo de manipuladores Lovinescu, Papadima nomeou os autores judeus da Sburătorul Benjamin Fondane, Camil Baltazar, Ilarie Voronca e Felix Aderca. Outro artigo, com zombaria, distorceu o nome do decano modernista em Oegen Lovinescu e referiu-se a seu colega mais velho, Pompiliu Constantinescu, como Fonfăilă Constantinescu (de fonf, "respirador bucal"). A campanha contra os sburătorists tornou-se uma característica comum dos jornais da extrema-direita, e Sfarmă-Piatră continuou a receber artigos em que Lovinescu foi denunciado como "histriônico" e "o falsificador da cultura romena".
As críticas a Mihail Sadoveanu também foram encontradas regularmente na imprensa radical de direita de 1936, ou seja, depois que o romancista assumiu cargos administrativos nos jornais Adevărul e Dimineața . Sadoveanu, um tradicionalista entre os poporanistas, muito celebrado por seus romances históricos, antagonizou as publicações nacionalistas quando, nesse contexto, declarou explicitamente o compromisso com os métodos democráticos. Entre muitos outros, Alexandru Gregoriano denunciou Sadoveanu por "traição", no artigo M. Sadoveanu. Împărat ("M. Sadoveanu. Imperador"), de Sfarmă-Piatră. Gregoriano descreveu seu rival como manipulado pelo empresário judeu Breuer e, enfatizando o status proeminente de Sadoveanu na Maçonaria Romena, um adorador do Arquiteto Supremo e da Ucigă-l toaca (ou seja, o diabo). Seus dois jornais, afirmou Gregoriano, eram como um "gueto", com Sadoveanu como um "auroque da Moldávia" circuncidado. Ele também citou a obesidade de Sadoveanu e outros supostos problemas de saúde, concluindo que ele era um "cadáver" ambulante. Crainic também apoiou a acusação de "traição" contra Sadoveanu. Em um artigo de Sfarmă-Piatră, ele equiparou o escritor a Ieremia Golia, um boiardo do século XVI que havia mudado sua lealdade entre governantes da Moldávia concorrentes e que era o vilão dos romances de Sadoveanu.

### Agenda religiosa e campanha anti-"pornografia"
Em oposição à modernidade, o jornal promoveu um ethos rural e divulgou pedidos de reavivamento cristão. Vintilă Horia era na época conhecido por promover um credo artístico neo-tradicionalista. Seus artigos para os Sfarmă-Piatră viam a civilização moderna como ímpia e desumana, buscando um renascimento dos costumes antigos (como ilustrado pelo diário de viagem de Horia dos Cárpatos Orientais). O jovem escritor idealizou paisagens que facilitavam a retirada e a contemplação e, em uma de suas colunas para o trabalho de Crainic, imaginou um homem "outonal" ideal: "cheio de fumaça, emergindo do nevoeiro, impregnado de consoantes duras e vogais irritantes".
Crainic, um teólogo treinado e especialista em ortodoxia romena, inspirou a agenda religiosa de seus vários jornais. Em 1937, Sfarmă-Piatră estava buscando uma aproximação entre os crentes ortodoxos e os adeptos de uma igreja nacional rival, os católicos gregos romenos. Saudou a revista católica grega Vestitorul por promover uma "fusão nacional" entre as duas congregações, à qual a Vestitorul respondeu que a única fusão concebível era o lado ortodoxo aceitar a comunhão com Roma. No entanto, a Vestitorul elogiou a coluna gregoriana sobre "a ameaça do pan-eslavismo", que os católicos gregos identificaram com o pan-ortodoxismo. Naquela data, Sfarmă-Piatră também esteve envolvido na promoção dos ditos de Petrache Lupu, um camponês analfabeto que alegou ter falado com Deus. Enquanto a grande mídia sugeria que Lupu era um mero lunático, Crainic o proclamava um santo da Igreja Ortodoxa e um símbolo dos valores romenos. Também em Sfarmă-Piatră, o jovem Dan Botta descreveu o camponês-profeta como a personificação da "abnegação", "crença no valor da alma humana" e resistência à mudança.
Em 1936–1937, Papadima e Vintilă Horia usaram Sfarmă-Piatră para denunciar aqueles escritores que, a seu ver, tinham sido autores de textos pornográficos. Assim, Papadima contribuiu com um artigo atacando a prosa de Mircea Eliade, um jovem autor modernista que posteriormente se uniria à extrema-direita. Ele se concentrou na Domnișoara Christina de Eliade, que continha uma sequência de sonhos em que um adulto parece ter um encontro sexual com uma menina de 10 anos, descrevendo a escrita como evidência de "patologia". Outro dos artigos de Papadima descreveu Eliade como "deliciosamente ridículo às vezes", e acusou-o de desprezar a posição de "trabalhador honesto", a fim de reivindicar a liderança de "um fenômeno". Zigu Ornea afirma que as críticas de Papadima contribuíram para a demissão de Eliade pela Universidade de Bucareste, no início de 1937.
Como Gândirea e outras publicações do mesmo campo ideológico, Sfarmă-Piatră emitiu fortes críticas a Tudor Arghezi, cujo trabalho preencheu a lacuna entre o modernismo e o tradicionalismo. A controvérsia centrou-se no volume de Arghezi, Flori de mucigai ("Flores de Mofo"): depois de publicar um artigo no qual ele se declarou insatisfeito com o foco experimental recentemente encontrado na literatura de Arghezi, Horia voltou com um artigo denunciando o escritor mais velho por sua "adesão voluntária à pornografia" e "traição" das diretrizes tradicionalistas. Ele descreveu o estilo moderno de Arghezi como "inchado e lamacento". Horia afirmou: "[quando se trata de Arghezi,] nenhum insulto é demais, nenhuma palavra de maldição é culpada".
Em abril de 1938, Papadima assinou um artigo de congratulações dirigido ao sistema de justiça. Isso ocorreu depois que um tribunal ordenou que o escritor de vanguarda Geo Bogza fosse preso por publicar alguns poemas francamente eróticos. Na ocasião, Papadima forneceu uma lista de outros escritores que, alegou, eram culpados dessa ofensa: Aderca, H. Bonciu e Max Blecher. O texto se referia aos dois primeiros apenas sob seus nomes judeus (respectivamente, Froim Aderca e Haimovici Bonciu), que nenhum dos dois usava em suas carreiras literárias.

### Primeiras rivalidades dentro da extrema-direita
Uma das campanhas lançadas por Sfarmă-Piatră envolveu ataques ao Partido Nacional Cristão, que ele havia originalmente apoiado. Em um artigo de outubro de 1936, Crainic afirmou que, no início dos anos 30, ele havia recebido a liderança da Liga Nacional de Defesa Cristã da A. C. Cuza pelas mãos de seu líder idoso. Ele então acusou Goga de manobrar para obter um domínio inquestionável sobre o PNC, que surgiu como uma fusão da Liga de Cuza e do Partido Agrário Nacional de Goga. Ornea descreve essa atitude como sendo a tentativa de Crainic de ressurgir de um relativo isolamento, criar para si mesmo uma "base política" e fundar o "estado etnocrático" romeno. Foi através de Sfarmă-Piatră que Crainic introduziu o conceito "etnocrático" ao público romeno, chamando-o de "a primeira e única base séria a partir da qual se pode começar a discutir e realizar a unificação do movimento nacionalista [da Romênia]".
Ao escrever para o jornal em 1937, Crainic reclamou que, apesar de anti-semita, A. C. Cuza ainda era exclusivamente pró-democracia. Ele declarou sua própria crença no método totalitário: "E então como o cuzismo pode ser democrático, se é anti-semita? A 'eliminação' dos kikes através da democracia? Mas que pensador político razoável poderia conceber tal aberração, além do Sr. A. C. Cuza?". No mesmo ano, após o programa ter sido refutado pelo ideólogo corporativista Mihail Manoilescu na revista Buna Vestire, efetivamente uma plataforma da Guarda de Ferro, Crainic voltou com um editorial de Sfarmă-Piatră expressando profunda decepção. Ele ainda teve o cuidado de observar que o modelo de projeto etnocrático não era uma "imitação cromática" do totalitarismo Nazista Alemão ou Fascista Italiano, mas seu jornal regularmente apresentava homenagens a Adolf Hitler e Benito Mussolini. Em um artigo desta série, o próprio Crainic se referiu a Mussolini como "um dos maiores educadores da humanidade".
Embora Nichifor Crainic tenha tentado unificar o movimento de extrema-direita à sua volta e criar um "Partido dos Trabalhadores Cristãos", esses esforços renovados foram amplamente fúteis. Desde o início, dirigiu seus apelos à Guarda de Ferro e, em particular, aos membros mais jovens. Ornea observa que esse esforço foi dificultado em meados de 1936: com suas credenciais teológicas, Crainic condenou o assassinato ritualizado de Mihai Stelescu (um guardião dissidente e líder da Cruzada do Romanianismo, que havia sofrido a ira de Codreanu). No entanto, foi também em 1936 que Sfarmă-Piatră publicou os textos de Botta sobre o auto-sacrifício. Esses historiadores da religião, Andrei Oișteanu, elogiaram a própria doutrina da Guarda sobre assassinatos justificados e suicídios e a necessidade de violência política. Aludindo à lenda popular sobre Meșterul Manole, que deu a vida de sua esposa em troca da conclusão do mosteiro de Argeș, Botta escreveu: "A morte implica um sacrifício. Os ktitors falecidos em cujos ossos um país foi fundado são os mortos heroicos. [...] Quão bonito é esse significado de fundação da morte na balada do mosteiro de Argeș! Quão abrangente é o seu ensino! [...] Vamos aprender a morrer!".
Mais entusiasmado por Mussolini do que por Hitler, e sonhando com uma comunhão fascista de todos os povos românicos, Crainic também ficou desapontado por Codreanu apoiar abertamente o nazismo. Acreditando que as atitudes nazistas eram mais adequadas à psicologia "nórdica", Crainic afirmou: "o romeno erraria profundamente se negasse as virtudes do nosso latinoismo". Com o início da Guerra Civil Espanhola, o jornal apoiou firmemente os nacionalistas e publicou em tradução as memórias de Alfonso Ruiz de Grijalba.
Na época, Protopopescu deixou a empresa de Crainic e tornou-se gerente da Buna Vestire de Manoilescu. Toma Vlădescu também partiu para Buna Vestire, onde atacava regularmente seu ex-mentor e empregador. Uma de seus sátiras proclamou Crainic "um cadáver" cheio de "mau cheiro" e sugeriu "afogá-lo [com] um pouco de tinta salubre". Até então, os aliados de Sfarmă-Piatra em Vremea também tomou distância do Crainic e se reuniram com Codreanu, acusando o ex de "amok" e "megalomania". Crainic também brigou com Curentul. Em 1937, artigos de gregorianos em Sfarmă-Piatra acusou abertamente Curentul editor Pamfil Şeicaru de ser um líder chantagista habitual, especulador de terras e gangues.
Pouco antes da eleição de 1937, quando a Guarda de Ferro, o PNC e outros partidos de extrema-direita competiram entre si, Crainic novamente deplorou o faccionismo, pedindo um bloco unificado contra a esquerda política. A eleição teve um resultado singularmente indeciso e o Rei Carlos II nomeou o partido de Goga (o quarto candidato) para formar o novo gabinete. Crainic voltou seu apoio ao PNC, aplaudindo de lado a introdução de políticas de discriminação racial. Sfarmă-Piatră oscilou por mais dois meses, durante os quais o PNC e suas unidades paramilitares de Lăncieri lutaram contra o movimento de Codreanu pelo controle das cidades. Em janeiro de 1938, a coluna de Crainic celebrou a Guarda de Ferro, referindo-se a seus legionários como os verdadeiros vencedores nas eleições de 1937 (onde haviam ficado em terceiro), elogiando-os por sua juventude e apelo social supostamente universal e alegando que eles melhor representavam seu ideal de unidade nacionalista. Seu artigo chamou a ascensão da Guarda de "um fenômeno que nada poderá conter a partir de agora".
Menos de um mês depois, o Rei Carlos decidiu encerrar sua parceria com o PNC e depor o primeiro-ministro Goga. No que Ornea caracteriza como um movimento "oportunista", Sfarmă-Piatră afirmou que o gabinete de Goga havia se mostrado "barulhento, superficial e totalmente despreparado". O argumento de Crainic ainda girava em torno da etnocracia, e ele estava de fato condenando a relutância de Goga em adotar o programa etnocrático como seu. Logo depois, Carlos instituiu sua própria marca de autoritarismo com Miron Cristea como Premier, o primeiro passo para o estabelecimento de um partido monopolista da Guarda de Ferro, chamado Frente Nacional Renascentista. Crainic expressou uma esperança de que a etnocracia fosse promulgada sob esse novo regime. Segundo Ornea, essa crença, novamente divulgada por Sfarmă-Piatră, mostrou que Crainic ainda "não entendia nada do curso da vida política".

### Declínio de 1938 e apoio ao Rei Carlos
Em fevereiro a junho de 1938, Crainic estava ausente entre os funcionários da Sfarmă-Piatră, a dedicar-se inteiramente ao seu trabalho em Porunca Vremii. Na sua ausência, Sfarmă-Piatră tornou-se uma tribuna para alguns ensaístas mais jovens e mais radicais que, como um traço comum, se identificavam mais com os antigos dácios do que com os latinos (ver Origem dos Romenos, Protocronismo). Os sinais dessa mudança já estavam presentes no relato de Horia sobre sua jornada pelas montanhas e nos ensaios políticos de Botta. Sua justificativa para a morte indiferente citou o culto sacrificial de Zalmoxis por Dácio. Em contribuições paralelas a Gândirea, Botta delineou sua teoria sobre a sobrevivência de Dácio e identidades "trácias" no homem romeno dos dias de hoje. Suas opiniões eram altamente controversas, sendo avaliadas por outros comentaristas como "Thracomania" e "obsessão". Além de Botta, a categoria dacianista de Sfarmă-Piatră incluía Simion Dimancea, que, em uma edição de 1938 de Sfarmă-Piatră, comentou sobre o futuro cultural da Romênia: "O estilo latino predominará ou o daciano? Ambos. No entanto, o dácio brilha mais majestosamente: está em casa". Na época, o conselho de Sfarmă-Piatră incluía o poeta e ensaísta Ștefan Baciu, que contribuiu com publicações literárias.
Com o retorno de Crainic, a revista estava enfrentando dificuldades financeiras e a censura imposta pela burocracia de Carlos. Entre essa data e outubro de 1938, publicou uma série de edições especiais dedicadas a várias figuras orgulhosamente reacionárias no palco público (escritor Ioan Alexandru Brătescu-Voinești, médico e agitador anti-semita Nicolae Paulescu), além de episódios específicos da história da Romênia (entre a idade do Príncipe da Valáquia Constantin Brâncoveanu e a Batalha da Romênia de 1916). Ornea descreve esta série como "bastante insípida", observando que elas sinalizavam fracasso comercial: Sfarmă-Piatră se transformou em uma revista mensal e foi publicada como tal até outubro de 1938. Entre as outras características principais desse período estavam dois folhetins: um era uma tradução em língua romena do Mein Kampf de Hitler, o outro era o ensaio de Brătescu-Voinești sobre "Germanofobia". Também participaram desta série Cronici germane ("German Chronicles"), de Baciu. Como o próprio autor explicou, eles deveriam familiarizar o público com vários aspectos da cultura alemã, concentrando-se especialmente no "excelente romantismo alemão".
Enquanto isso, uma reação do governo dizimou a Guarda de Ferro. As autoridades mataram Codreanu sob custódia, após o que o último escalão da Guarda se transformou em uma campanha implacável de violência. Em janeiro de 1939, Crainic e Sfarmă-Piatră novamente apoiaram as autoridades: condenando todos os assassinatos políticos ordenados pelo sucessor de Codreanu, Horia Sima, Crainic alegou sempre ter detestado métodos destrutivos. Ele também sugeriu que, em todos os seus textos anteriores, ele estava deplorando os métodos da Guarda, e que a "nova geração" de fascistas havia se mostrado uma decepção. Ornea afirma que Crainic foi apenas uma tentativa de última hora de dissuadir a censura de investigar suas conexões legionárias. Embora Crainic tenha elogiado a Frente Nacional do Renascimento, sua Constituição autoritária e o corporativismo fascista de Carlos, a Sfarmă-Piatră foi abruptamente fechada em 5 de março de 1939. Baciu publicou mais de seu Cronici germane no suplemento literário da Universul. Ele também foi recuperado por Gândirea, antes das revelações de que ele era secretamente membro do Partido Social Democrata antifascista.
Sfarmă-Piatră ressurgiu, novamente como um jornal, em 22 de dezembro do mesmo ano, quando continuou a apoiar Carlos e sua ditadura. Uma longa série de elogios ao monarca se seguiu, alguns deles o trabalho do poeta Radu Gyr, um ex-ativista da Guarda de Ferro que acabara de sair de um campo de concentração em Miercurea Ciuc. Um dos artigos de Gyr para o jornal condenou todos os legionários como "vândalos" e propôs uma nova diretriz moral para a extrema-direita romena: "O rei convoca o nacionalismo incandescente [...] O rei convoca os jovens. Essas são as idéias sagradas de hooligan de ontem, atualmente transformadas em um padrão de luz".

### Política da Segunda Guerra Mundial
No final de 1940, o regime de Carlos sucumbiu à perda da Bessarábia, Bukovina do Norte e Transilvânia do Norte (ver Ocupação soviética da Bessarábia e Bukovina do Norte, Segunda Arbitragem de Viena). A Guarda de Ferro ressurgiu, compartilhando o poder com o Conducător Ion Antonescu: um soldado profissional, Antonescu concordou em presidir um "Estado Nacional Legionário" dualista. Sfarmă-Piatra, novamente ligado a sua fidelidade, proclamou que Antonescu tinha tomado "a armadura de predestinação" e um assento entre os grandes líderes europeus, com Hitler, Mussolini, os fundadores do Estado Novo Português, António de Oliveira Salazar e Francisco Franco, o Caudillo de Espanha Franquista. Logo depois, saudou a Guarda de Ferro como "a primeira forma organicamente criada no estado moderno da Romênia". Agora liderada por gregoriano, a publicação era semanal, depois diária. Ele exibia o subtítulo Săptamânal de luptă și doctrină românească ("Semanal de Combate e Doutrina Romena"), posteriormente alterado para Ziar de informație și luptă românească ("Jornal de informações e combate romeno").
A revista ainda estava impressa após a Rebelião Legionária  de janeiro de 1941, pela qual a parceria Antonescu-Sima se autodestruiu. Enquanto Sima e sua equipe decolavam, Antonescu continuava sendo o Conducător incontestado. Naquele estágio, Sfarmă-Piatră foi usado principalmente para disseminar as políticas oficiais de Antonescu, em geral repressivas e, em particular, anti-semitas (veja Romênia na Segunda Guerra Mundial, o Holocausto na Romênia). Logo começou a dar credibilidade à teoria da conspiração "judaico-bolchevista", e foi especialmente importante nesse assunto quando a Romênia se juntou ao ataque liderado pela Alemanha à União Soviética. A operação militar e a recuperação da Bessarábia foram recebidas com entusiasmo pelo membro da equipe Vintilă Horia, que escreveu: "Lembro-me daqueles dias terríveis em que, no ano passado, a Ásia se espalhou pelo Dniester e a escória judaica [...] estava dando um tapa nas bochechas limpas do soldado romeno".
Horia e os outros homens de Sfarmă-Piatră também ofereceram seu apoio à nova onda de repressão anti-semita, promulgada por ordem de Antonescu. Seu papel como instigadores foi registrado durante o massacre de junho de 1941, realizado na cidade oriental de Iași: Leizer Finchelstein, funcionário judeu de uma banca de jornal e sobrevivente de pogrom, lembrou que as autoridades romenas pediram explicitamente que ele distribuísse e exibisse Sfarmă-Piatră, ao lado de Porunca Vremii, nos meses anteriores à erupção da violência. Na véspera do massacre, o artigo de Crainic publicou a versão oficial dos eventos, sob a manchete enganosa: "500 judeus-comunistas que atiraram nas tropas romenas e alemãs, executadas em Iași". A ação foi ainda elogiada no Declinul iudaismului ("O Declínio do Judaísmo"), um artigo editorial de Vintilă Horia. Argumentou que a Romênia estava lutando contra uma "ditadura judaica universal" e, assim, apoiando a emancipação dos cristãos russos.
Em julho daquele ano, Sfarmă-Piatră apresentou um artigo de V. Beneș. Descreveu em detalhes a "política antijudaica e antimasonica" de Mihai Antonescu, o segundo em comando romeno, citando uma entrevista sua com a imprensa fascista italiana. Essas políticas foram apoiadas pelo lado pelos vários membros da célula Sfarmă-Piatră. Horia comemorou a guerra como uma vitória da Europa fascista sobre a "Ásia bárbara", observando que ela coroava a luta contra todos os "democratas, judeus e maçons" e sugerindo que a Romênia estava no seu melhor quando estava na ofensiva. Seus artigos posteriores chamaram Hitler de "grande europeu", uma figura mais construtiva que Napoleão e uma força motriz do progresso da Europa - reivindicações incluídas pelo pesquisador Laszlo Alexandru entre as "mais notórias" homenagens ao ditador alemão. No momento em que a guerra eclodiu, Alexandru Gregorian estava em Roma, ligado ao corpo diplomático romeno. Segundo Manolescu, ele pode ter sido o autor de um artigo muito debatido na Vremea, onde, na "linguagem legionária", ele acolhe a guerra anti-soviética como uma "cruzada" dos dias modernos. Gregoriano foi finalmente convocado e participou do cerco de Sebastopol.
Nessa fase, os dacianistas da Sfarmă-Piatră haviam estabelecido uma nova célula em torno de Dacia, uma revista semioficial co-editada por Botta. Sua atividade foi tocada pelo escândalo, uma vez que Botta questionou o dacianismo alternativo do filósofo Lucian Blaga. Blaga ofereceu sua resposta irada e politicamente tingida no jornal Timpul; um duelo entre os dois escritores foi evitado por pouco.

## Posteridade

### Consequências
O jornal acabou sendo desestabilizado mais tarde na guerra: após a mudança de fortuna e o início da ocupação soviética na Romênia, Crainic foi citado na corte. Condenado in absentia por seu papel em instigar o ódio racial (1945), ele se entregou após dois anos escondido. O veredito original foi revisado, mas Crainic enfrentou o regime comunista recém-estabelecido e ainda permaneceu na prisão de Aiud por um período de 15 anos. Posteriormente, ele foi reabilitado em parte e designado para o pessoal da Glasul Patriei, um porta-voz de propaganda comunista dirigido à diáspora romena e controlado pelo aparato policial Securitate. Radu Gyr tomou uma estrada semelhante, encarcerada pela primeira vez entre 1945 e 1958 e depois novamente condenada por apoiar moralmente os maquis anticomunistas. Como demonstração de boa vontade dos comunistas, Gyr passou algum tempo trabalhando com Crainic na Glasul Patriei. George Ivașcu, o comunista clandestino e colunista da Vremea, passou cinco anos em prisões comunistas, tendo sido erroneamente identificado como um escritor de Sfarmă-Piatră pelo Securitate.
Protopopescu se distanciou da Guarda em abril de 1938 e vivia com medo de represálias. Ele cometeu suicídio se jogando sob um elevador, antes que os agentes da Securitate conseguissem prendê-lo. Por outro lado, Pan M. Vizirescu escapou de uma sentença de prisão ao se esconder em um sótão por um período de 23 anos. Nunca completamente reabilitado sob a lei comunista, ele permaneceu um defensor vocal das ideias de Codreanu até a velhice. Papadima, mantido na prisão de 1952 a 1955, só recuperou seu direito de escrita em 1971, tornando-se um folclorista e historiador cultural amplamente respeitado. Embora notado por seus contemporâneos como um seguidor franco da Guarda, Dan Botta foi meramente ignorado pelos comunistas ou impedido de publicar até sua morte em 1958. Segundo um relato, pelo menos um jornalista de Sfarmă-Piatră foi recuperado por Zaharia Stancu, chefe do Sindicato dos Escritores, patrocinado pelo Estado. Stancu, que estreou com imprensa de Crainic antes de mudar para a política de esquerda, era um auto-declarado "inimigo" da postura fascista da Sfarmă-Piatra, mas recusou-se a 'afugentar como cães' qualquer colega em desespero.
Outros membros do grupo Sfarmă-Piatră, que o fim da guerra atingiu do outro lado da Cortina de Ferro, escaparam completamente da reação política. Gregoriano evitou a repatriação e, em contraste com Crainic, acabou sendo empregado pela Radio Free Europe, financiada pelos EUA. O exilado Horia seguiu uma carreira literária de sucesso na Europa Ocidental até 1960, quando revelações de seu passado fascista, incluindo seus artigos de Sfarmă-Piatră, o impediram de receber The Goncourt. Recuperado como editor do jornal Libertatea, Ștefan Baciu tornou-se afiliado à facção anticomunista social-democrata e, nomeado para um cargo diplomático em Berna, desertou para o Ocidente. Ele trabalhou como escritor e acadêmico na América Latina, Seattle e, finalmente, em Honolulu. Ele foi mantido sob vigilância pelo Securitate, que afirmava repetidamente que ele era secretamente um afiliado da Guarda de Ferro.

### Controvérsias póstumas
Uma década após a Revolução Romena de 1989, o legado cultural do totalitarismo romeno estava passando por uma reavaliação crítica. Como observam vários críticos, o fato de Sfarmă-Piatră reunir alguns dos principais escritores do período ajuda a documentar a disseminação do fascismo e anti-semitismo na classe média romena nas décadas de 1930 e 1940. No entanto, nos tempos pós-comunistas, alguns editores criaram controvérsia ao optar por omitir menções de Sfarmă-Piatră nas bibliografias padrão de tais figuras, obscurecendo sua associação com a Guarda de Ferro ou com Antonescu. Referindo-se aos dicionários padrão da literatura romena, publicados ou revisados antes de 2005, o historiador literário Paul Cernat propôs que a censura seletiva das crenças totalitárias, fascistas ou comunistas, tornava as obras não confiáveis. Um caso especialmente contencioso é o de Vintilă Horia. Sua inclusão entre os escritores fascistas foi repetidamente contestada por aqueles que o consideram principalmente um anticomunista - segundo Laszlo, essas visões se baseiam em uma grave distorção dos fatos históricos. O escritor e editor Geo Șerban também observa o hábito de mencionar apenas as contribuições de Horia para a Gândirea, mais palatável, e, portanto, a tendência de "esconder seu envolvimento nas campanhas mais sujas e vândalas de Sfarmă-Piatră ou Porunca Vremii".
Por volta de 2000, a criação de grupos menores inspirados pela Guarda de Ferro trouxe a criação de um jornal online, também chamado Sfarmă-Piatră. Conforme observado pelo cientista político Gabriel Andreescu, este é um dos vários projetos estritamente on-line de ativistas pró-legionários que tentam ganhar exposição na mídia convencional - nesse caso, a editora é uma "Fundação George Manu". Da mesma forma, o educador ftefan Popenici sugeriu que, contra a legislação antidifamação, a web desregulada ainda poderia promover sites "cheios de ódio", desde sfarma-piatra.com e a página inicial de Noua Dreaptă até uma versão eletrônica romena do NSDAP/AO (1972). O analista de mídia William Totok também observou que o novo Sfarmă-Piatră, um empreendimento "pró-Sima", foi parcialmente dedicado ao combate a outras facções que pretendem representar o legado da Guarda. A publicação estava na extrema direita do movimento de reunificação da Bessarábia e divulgou um apelo (visto como "revisionista" por Andreescu) para que a Romênia não reconhecesse uma Moldávia independente.

Segundo Michael Shafir, sua circulação em 2003 foi "provavelmente minúscula". Ainda existia em 2009 e, por meio de uma rede Syndikat Z, manteve conexões com outros círculos de extrema-direita na Europa (União Popular Alemã, Partido dos Trabalhadores da Justiça Social) e América do Norte.